# Alopecosa disca
Alopecosa disca är en spindelart som beskrevs av Tang et al. 1997. Alopecosa disca ingår i släktet Alopecosa och familjen vargspindlar. Inga underarter finns listade i Catalogue of Life.